# 1982-es magyar vívóbajnokság
Az 1982-es magyar vívóbajnokság a hetvenhetedik magyar bajnokság volt. A férfi tőrbajnokságot május 20-án rendezték meg, a párbajtőrbajnokságot május 22-én, a kardbajnokságot május 21-én, a női tőrbajnokságot pedig május 23-án, mindet Budapesten, a Nemzeti Sportcsarnokban.

## Eredmények
| Versenyszám          | Arany                          | Arany | Ezüst                       | Ezüst | Bronz                    | Bronz |
| -------------------- | ------------------------------ | ----- | --------------------------- | ----- | ------------------------ | ----- |
| Férfi tőrvívás       | Papp András Újpesti Dózsa      |       | Komatits József Haladás VSE |       | Demény László Bp. Honvéd |       |
| Férfi párbajtőrvívás | Takács Péter Csepel SC         |       | Kolczonay Ernő Bp. Honvéd   |       | Gelley István Vasas SC   |       |
| Férfi kardvívás      | Gedővári Imre Újpesti Dózsa    |       | dr. Gémesi György Vasas SC  |       | Nébald Rudolf Bp. Honvéd |       |
| Női tőrvívás         | Stefanek Gertrúd Újpesti Dózsa |       | Tordasi Ildikó MTK-VM       |       | Kada Ágnes BVSC          |       |